# Faux frères siamois
Faux frères siamois (Humbug) est le 20e épisode de la saison 2 de la série télévisée X-Files. Dans cet épisode, Mulder et Scully enquêtent sur des crimes mystérieux se produisant au sein d'une communauté d'artistes de freak show.
Cet épisode est le premier de la série à être ouvertement comique. Malgré les doutes de l'équipe de scénaristes, le public et la critique l'ont bien accueilli, saluant son originalité et le style d'écriture de Darin Morgan. Selon les analystes, il explore les thèmes de l'autre et de la différence.

## Résumé
À Gibsonton, en Floride, un artiste de freak show, connu sous le nom de « l'Homme-Lézard » en raison de son ichtyose, est sauvagement assassiné alors qu'il était dans sa piscine. Mulder et Scully partent enquêter et découvrent en assistant aux funérailles qu'une importante communauté de « phénomènes de foire » s'est installée dans cette ville. La nuit suivant leur arrivée, un deuxième meurtre, celui d'un fabricant de masques horrifiques, se produit.
Au cours de leur enquête, Mulder et Scully font la connaissance de plusieurs personnages excentriques : Monsieur Nutt, le nain qui tient l'hôtel où ils logent ; Lanny, son employé, dont l'excroissance sur le torse est un frère siamois qui ne s'est pas développé ; le docteur Cabochard, qui pratique les performances extrêmes ; et son acolyte « l'Énigme », un homme entièrement tatoué qui peut manger n'importe quoi. Ils découvrent que même le shérif de la ville est un ancien artiste de freak show.
La troisième victime est monsieur Nutt. Les indices prélevés par Mulder et Scully les conduisent à arrêter le docteur Cabochard mais il s'avère que le meurtrier est Leonard, le frère siamois de Lanny qui est capable de se détacher du corps de ce dernier. Leonard cherche un nouveau jumeau avec qui cohabiter car Lanny est en train de mourir d'une cirrhose. Mulder et Scully traquent Leonard dans une fête foraine mais il leur échappe. Peu après, Leonard s'attaque à « l'Énigme » mais celui-ci se révèle le plus fort et le mange. Le lendemain, Cabochard et « l'Énigme », mal en point en raison d'une crise de foie, quittent la ville, ne laissant à Mulder et Scully que des soupçons sur ce qui est arrivé à Leonard.

## Distribution
- David Duchovny : Fox Mulder
- Gillian Anderson : Dana Scully
- Jim Rose : le docteur Cabochard
- Wayne Grace : le shérif James Hamilton
- Michael J. Anderson : Monsieur Nutt
- The Enigma : l'Énigme
- Vincent Schiavelli : Lanny

## Production

### Préproduction
Cet épisode est le premier de la série à être écrit par Darin Morgan, qui a, plus tôt dans la saison, joué le rôle de l'homme-douve dans L'Hôte et aidé son frère Glen à concevoir l'histoire de Mauvais Sang. Après ses contributions à ces deux épisodes, Morgan est invité à rejoindre l'équipe de scénaristes de la série. Il accepte, mais non sans réticence car il estime que son style d'écriture le porte vers la comédie et s'accorde mal avec le ton plus sérieux de la série.
Son frère Glen lui suggère d'écrire un scénario qui se déroulerait dans un freak show, et Darin se met au travail sans révéler aux autres scénaristes qu'il compte instiller une bonne dose d'humour dans son histoire. Il visionne une cassette du spectacle de cirque contemporain de Jim Rose et décide de lui donner un rôle dans l'épisode, tout comme à The Enigma, un autre artiste de ce spectacle. Il déclare par la suite : « j’ai simplement écrit un épisode qui aurait assez de moments effrayants, et qui serait assez étrange pour être un X-Files, et où la comédie serait assez bonne pour qu’ils la laissent passer ».
Lors de sa présentation, le scénario est accueilli avec scepticisme par l'équipe de scénaristes car son ton humoristique est jusqu'ici inédit dans la série. Cependant, Chris Carter est plus convaincu, estimant « que les gens apprécieraient une pause dans la tension et la paranoïa » et que « ce n’était pas si éloigné que cela de X-Files, même si le ton était différent ».

### Tournage
Au cours du tournage, plusieurs scènes parmi les plus ouvertement comiques, par exemple Mulder faisant du surplace sur un tapis roulant d'exercice alors qu'il tente d'échapper à un monstre, sont coupées par le réalisateur Kim Manners car elles le mettent mal à l'aise,. Manners avoue d'ailleurs à Chris Carter avoir fait une attaque de panique à l'idée de mettre en scène le premier épisode comique de la série. Manners déclare à propos de ses choix : « j’avais le sentiment que le script était drôle, et que si je le mettais en scène sérieusement en laissant la comédie percer, l’épisode serait réellement drôle aussi [...] L’idée, c’est qu’il ne fallait pas qu’on se dise que c’était X-Files : la comédie, mais bien, c’est X-Files et c’est un épisode amusant ».
L'épisode, censé se dérouler en Floride, est tourné à Vancouver à la fin du mois de janvier et les conditions météorologiques posent quelques problèmes. Il neige la nuit précédant la scène de l’enterrement et l'équipe de tournage doit rapidement la faire fondre, les plans étant tournés en fonction des zones déneigées. The Enigma doit quant à lui se baigner dans une rivière alors que la température de l'eau est très fraîche. Lors de la scène où Scully fait semblant d'ingérer un insecte, Gillian Anderson le mange réellement, à la grande stupéfaction de l'équipe de tournage qui allait couper la scène pour remplacer l'insecte par une reproduction en sucre. Le titre original de l'épisode, Humbug, que l'on peut traduire en français par « charlatanisme », est un spectacle frauduleux tel que celui de la sirène du Pacifique, dont l'histoire est racontée à Mulder et Scully au cours de l'épisode.
Au sujet de l'épisode, David Duchovny déclare que ce qu'il adore dans les scénarios de Darin Morgan, c'est « qu'ils ont l'air de vouloir essayer de détruire la série ». À sa première diffusion, l'épisode est très bien accueilli par les fans de la série, au grand soulagement de l'équipe de scénaristes. Néanmoins, les coupes effectuées sur son scénario ont secoué Darin Morgan qui traverse alors une période de profonde dépression, période dont il se servira la saison suivante pour écrire l'épisode Voyance par procuration.
Durant les deux séquences situées dans l'atelier de Hepcat Helm, on peut entendre Frenzy de Screamin' Jay Hawkins.

## Accueil

### Audiences
Lors de sa première diffusion aux États-Unis, l'épisode réalise un score de 10,3 sur l'échelle de Nielsen, avec 18 % de parts de marché, et est regardé par 15,7 millions de téléspectateurs.

### Accueil critique
L'épisode a été favorablement accueilli par la critique. Ted Edwards évoque un épisode décalé dont le « côté théâtral et grandiose » fonctionne bien. Rob Bricken, du site Topless Robot, le classe à la 6e place des épisodes les plus drôles de toute la série, saluant Darin Morgan pour son humour noir et pour avoir réussi à « donner de la dignité aux artistes du freak show pour contrebalancer leur bizarrerie ». Pour le site IGN, qui le classe à la 10e place des meilleurs épisodes standalone de la série, cet épisode « est la première tentative de l'humour noir et autoréférentiel qui va si bien fonctionner tout au long de la série ». Il comporte, en plus de son humour, quelques « scènes très élégantes » et bénéficie d'un « formidable casting ».
Le site The A.V. Club le classe parmi les 20 meilleurs épisodes de la série, Todd VanDer Werff lui donnant la note de A et évoquant un épisode non seulement « extrêmement amusant » mais également poignant à l'occasion et qui démontre tout le respect qu'éprouve Darin Morgan pour les marginaux ainsi que sa « parfaite compréhension de la condition humaine » lors du dernier acte de l'épisode. Dans leur livre sur la série, Robert Shearman et Lars Pearson lui donnent la note de 3/5, affirmant que cette « célébration de la diversité humaine » est à la fois très amusante et intelligente, et que l'épisode a eu beaucoup d'influence sur la série par son originalité mais que le manque de structure et de rythme est « extrêmement frustrant ».
En France, le site Allociné le classe parmi les 10 épisodes les plus originaux de la série, estimant que cet épisode audacieux, décalé et très ironique est le premier de la série à être « clairement tourné vers la comédie ». Le site Le Monde des Avengers évoque un « épisode inoubliable, véritable festival d’humour de créativité mais aussi de bon gore » qui comporte « de nombreuses scènes aussi percutantes qu’irrésistibles » et « se révèle de plus un vibrant plaidoyer pour l’acceptation des différences ». Pour le site Daily Mars, l'épisode est « un véritable moment de grâce », « remarquable de bout en bout, dans le sujet, le fond et la forme », dont le principal artisan est Darin Morgan et son humour « presque unique, d’une infinie justesse et d’une grande finesse ».
Le personnage de Leonard est régulièrement cité parmi les « monstres de la semaine » les plus marquants de la série. John Moore, du site Den of Geek, le classe à la 8e place des meilleurs méchants de X-Files. Katie King, du webzine Paste, le classe à la 8e place des meilleurs monstres de la série. Louis Peitzman, du site BuzzFeed, le classe à la 12e place des monstres les plus effrayants de la série.

### Distinctions
Darin Morgan reçoit une nomination pour le prix Edgar-Allan-Poe 1996 du meilleur scénario d'épisode de série télévisée.

## Analyse
Dans son livre sur les séries télévisées, Keith Booker affirme que Faux frères siamois est un épisode important de la série en raison de l'ironie dont il fait preuve dans son exploration de l'autre. Dès sa première scène, avec « l'Homme-Lézard », l'épisode remet en cause toutes les idées préconçues des personnages, et des téléspectateurs, sur la différence ; alors que le docteur Cabochard, principal suspect de Mulder tout au long de l'épisode, renverse les préjugés lors de la scène finale où il se lamente sur l'idée d'un futur proche où les anomalies génétiques auront disparu. Cabochard avance l'idée que les personnes telles que lui enrichissent le quotidien et que tout cela va disparaître avec les progrès de la génétique. Mulder et Scully, et leur apparence conventionnelle, sont de leur côté vus par tout le monde comme des étrangers et sont identifiés comme des agents du FBI avant même qu'ils ne se présentent. Selon Booker, les artistes du freak show sont l'illustration du concept de « l'autre », et l'épisode est à leur gloire alors que « l'autre » représente habituellement le danger et le mal dans la série, malgré le besoin de croire dans le paranormal de Mulder qui fait écho au besoin de diversité du public.
Selon Rhonda Wilcox et J. P. Williams, l'épisode traite « de la différence, du sexe et du regard que l'on porte sur les autres ». Alors que Mulder et Scully, malgré leur intimité, évitent tout au long de la série d'avoir entre eux des regards fétichisant le corps de l'autre, un échange de regards dans l'épisode renverse cette norme, bien qu'il ne soit pas entre les deux partenaires. Cet échange de regards est celui entre Scully et Lanny, où ils ont respectivement un aperçu du frère siamois et de la poitrine de leur interlocuteur. Il implique une « réification de la différence » qui est encore accentuée par le fait que le corps de Scully n'est généralement pas mis en valeur de cette manière.